# Ptusza (wieś)
Ptusza (niem. Bethkenhammer, Betkenhammer) – wieś krajeńska w Polsce położona w województwie wielkopolskim, w powiecie złotowskim, w gminie Tarnówka.
W latach 1975–1998 miejscowość administracyjnie należała do województwa pilskiego.
Wieś położona jest przy trasie drogi krajowej nr 11.
Pierwotna nazwa tej miejscowości wywodzi się od pluskotu bystrej rzeki Gwdy. W 1569 roku istniała tu kuźnia należąca do starosty z Ujścia. Starosta Stanisław Górka założył tu młyn wodny i tartak na rzece Młynówce. W 1880 roku zbudowano linię kolejową Piła Główna – Ustka, z przystankiem Ptusza. W 1898 roku powstała cegielnia, zburzona w 1945 roku podczas walk o Ptuszę. W okresie międzywojennym zbudowano na Gwdzie zaporę wodną i elektrownię „Ptusza”, w wyniku czego powstało powyżej niej jezioro Ptuszowskie. We wsi znajdował się folwark (obecnie zdewastowany), w pobliżu którego jest park z wieloma interesującymi drzewami: jałowiec wirginijski, limba, wiąz górski. Ptusza w 1945 roku była ogniwem obrony w tzw. „Linii Buchera”, silnie bronionym (główne siły nieprzyjaciela skupiono na stacji kolejowej i w rejonie cegielni). Po rozpoznaniu i stwierdzeniu, że most na Gwdzie został zniszczony podjęto decyzję obejścia Ptuszy. Żołnierze 10 pułku piechoty przeprawili się po lodzie na drugi brzeg Gwdy, około 1,5 km na północ i zdobyli wieś 1 lutego 1945 roku. Do godziny 3.00 2 lutego w nocnych walkach zdobyto pobliski folwark Byszki.
Obecnie miejscowość nabiera walorów wypoczynkowych. Znajduje się tutaj stacja benzynowa z restauracją i zakład mechaniki pojazdowej.